# Wie ein Fisch im Wasser
Wie ein Fisch im Wasser ist ein Dokumentarfilm des DEFA-Studios für Dokumentarfilme von Gitta Nickel aus dem Jahr 1987.

## Handlung
Das Filmteam begleitet den Vorsitzenden der Produktionsgenossenschaft der Binnenfischer (PGB) Tollense, Neubrandenburg, über ein Jahr in seinem Alltag. Die PGB gibt es seit über 30 Jahren und 1970 wurde er von seinen Kollegen zu ihrem Leiter gewählt. Sie sind Seenfischer im traditionellen Sinne, also betreiben keine industrielle Fischproduktion, und bewirtschaften gemeinsam etwa 3000 Hektar Produktionsgewässer im Umkreis von 30 km um Neubrandenburg. Dazu gehören mehrere kleinere Seen und der große Tollensesee.
Eine Fahrt geht mit zwei Lastkraftwagen, beladen mit Booten und Fischern zu einem der kleineren Seen und schon gibt es ein Problem. Um die Boote in das Wasser zu bringen, müssen die LKW bis dicht an den See heranfahren, doch der Weg ist wegen eines frisch umgepflügten Feldes eigentlich nicht möglich. Durch die Kunst der Kraftfahrer wird dieses Problem gelöst. In mühevoller Arbeit werden nun die Boote entladen und mit der gesamten Ausrüstung zu Wasser gelassen. Während die Netze ausgelegt und wieder eingeholt werden, erzählt der Vorsitzende über die Vor- und Nachteile seiner Arbeit, dass es ein harter, schwerer Beruf ist, der den ganzen Mann erfordert, aber auch durch den Aufenthalt in der Natur seine schönen Seiten hat. 
Im Winter fallen viele Werkstattarbeiten an, wozu auch das Reparieren der Netze, die Pflege der Boote und Kutter gehört. Auch für Produktionsversammlungen ist jetzt die Zeit, um das weitere Vorgehen abzusprechen. Voraussetzung für einen guten Fischbestand ist, dass die Mitmenschen alles Mögliche machen, damit die Industrie- und Tierproduktionsanlagen sowie die Landwirtschaft den See nicht verschmutzen. Ebenso muss die Gleichgültigkeit der normalen Bürger bekämpft werden, die ihr Auto am See waschen. Wenn die Eisdecke stark genug ist, wird auch bei vereisten Seen mit dem Netz gefischt, damit wenigstens etwas  Umsatz gemacht werden kann. Bei der Höhe der Planaufgaben für die Fangmengen muss jedoch auch an den eisfreien Tagen im Winter gefischt werden. Während eines Besuchs bei der Familie des Vorsitzenden singen dessen Kinder Lieder, die den Umweltschutz betreffen, woran man erkennt, dass die ganze Familie das Thema bewegt.
Im Frühjahr wird von den Fischern wieder die Fangmenge erhöht. Daher kommt zur Sprache, dass sie auch dafür sorgen müssen, genug Nachwuchs in die Seen einzusetzen. Da durch die Industrialisierung die Laichmöglichkeiten für die Fische nicht mehr überall gegeben sind, wird jetzt durch die PGB, unter nachgemachten und der Natur abgelauschten Bedingungen, nachgeholfen. Das alles hat aber nur Zweck, wenn alle, die auf irgendeine Art und Weise mit dem See zu tun haben, an einem Strang ziehen. Alle Beteiligten zu sensibilisieren, die Seen sauber zu halten, betrachtet der Vorsitzende der Genossenschaft als eine seiner Hauptaufgaben.

## Produktion und Veröffentlichung
Wie ein Fisch im Wasser wurde von der künstlerischen Arbeitsgemeinschaft effekt unter dem Arbeitstitel Tollense-See auf ORWO-Color gedreht und hatte am 16. Oktober 1987 Premiere.

## Kritik
Ingeborg Zimmerling schrieb im Filmspiegel:

„Der Streifen ist kein Umweltschutzfilm im herkömmlichen Sinne, fordert und fördert aber auf eine sehr freimütige Weise umweltbewußtes Denken. Und wer traditionelle Seefischerei bisher mit einem Hang zur Romantik betrachtet hat, weiß es nach Ansehen des Films ganz anders. […] Ein sehr stimmiger und stimmungsvoller Film mit vielen schönen Landschaftsaufnahmen zum Thema Mensch und Natur“